# Хоэнпольдинг
Хоэнпольдинг (нем. Hohenpolding) — община в Германии, в земле Бавария. 
Подчиняется административному округу Верхняя Бавария. Входит в состав района Эрдинг.  Население составляет 1476 человек (на 31 декабря 2010 года). Занимает площадь 27,42 км².